# Rồng đất
Rồng đất (danh pháp hai phần: Physignathus cocincinus), hay còn gọi là kỳ tôm là một loài nhông đặc hữu ở Trung Quốc và Đông Nam Á, loài duy nhất thuộc chi Physignathus, họ Nhông. Loài rồng nước Australia trước đây từng được xếp vào chi Physignathus với danh pháp là Physignathus lesueurii, nhưng đã được chuyển sang chi khác và hiện nay có danh pháp chính thức là Intellagama lesueurii, do chúng không có quan hệ họ hàng gần. Rồng đất có chiều dài cơ thể lúc trưởng thành có thể tới 900 cm với con đực và 600 cm với con cái, với màu da từ xanh lá cây tới xanh sẫm gần như đen. Con đực có đầu lớn hớn, hình tam giác góc cạnh hơn con cái. Hiện loài này được xếp vào nhóm Nguy cấp.

## Phân bố

### Phạm vi bản địa
Rồng đất là loài bản địa các khu rừng cận nhiệt đới của các tỉnh phía nam Trung Quốc (Quảng Đông, Quảng Tây và Vân Nam) và Đông Nam Á (Việt Nam, Lào, các phần của Campuchia, miền đông Thái Lan). Cũng có ghi nhận sự hiện diện của rồng đất nhưng  chưa được kiểm chứng từ Myanmar.

### Khu vực du nhập

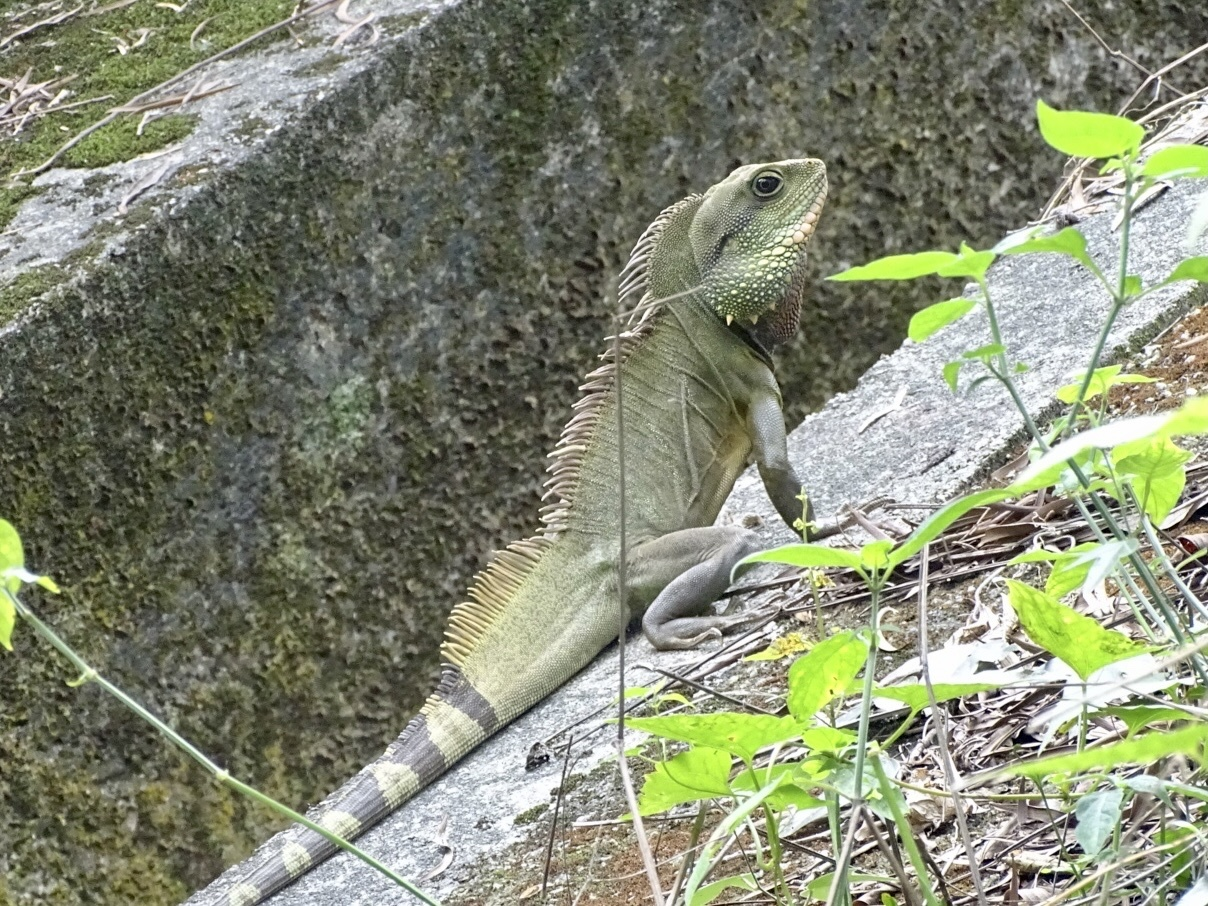
Tại công viên giao dã Sư Tử Sơn ở Hồng Kông

Một quần thể được du nhập rồng đất đã tự thiết lập ở Hồng Kông, có thể là từ những con vật cưng được thả ra. Báo cáo đầu tiên đến từ đảo Thanh Y vào năm 2004, mặc dù quần thể rồng đât ở Hồng Kông có thể do người nuôi vật cưng thả ra. Kể từ năm 2010, một quần thể sinh sản khác đã được thành lập tại thành phố Tân Bắc, Đài Loan. Hàng trăm con rồng đất đã bị tiêu hủy từ năm 2013 đến năm 2017 vì lo ngại về tác động của chúng đối với động vật hoang dã bản địa của Đài Loan. Các cá thể du nhập (nhưng không phải quần thể sinh sản) cũng đã được ghi nhận từ Malaysia và Florida.

## Hình ảnh

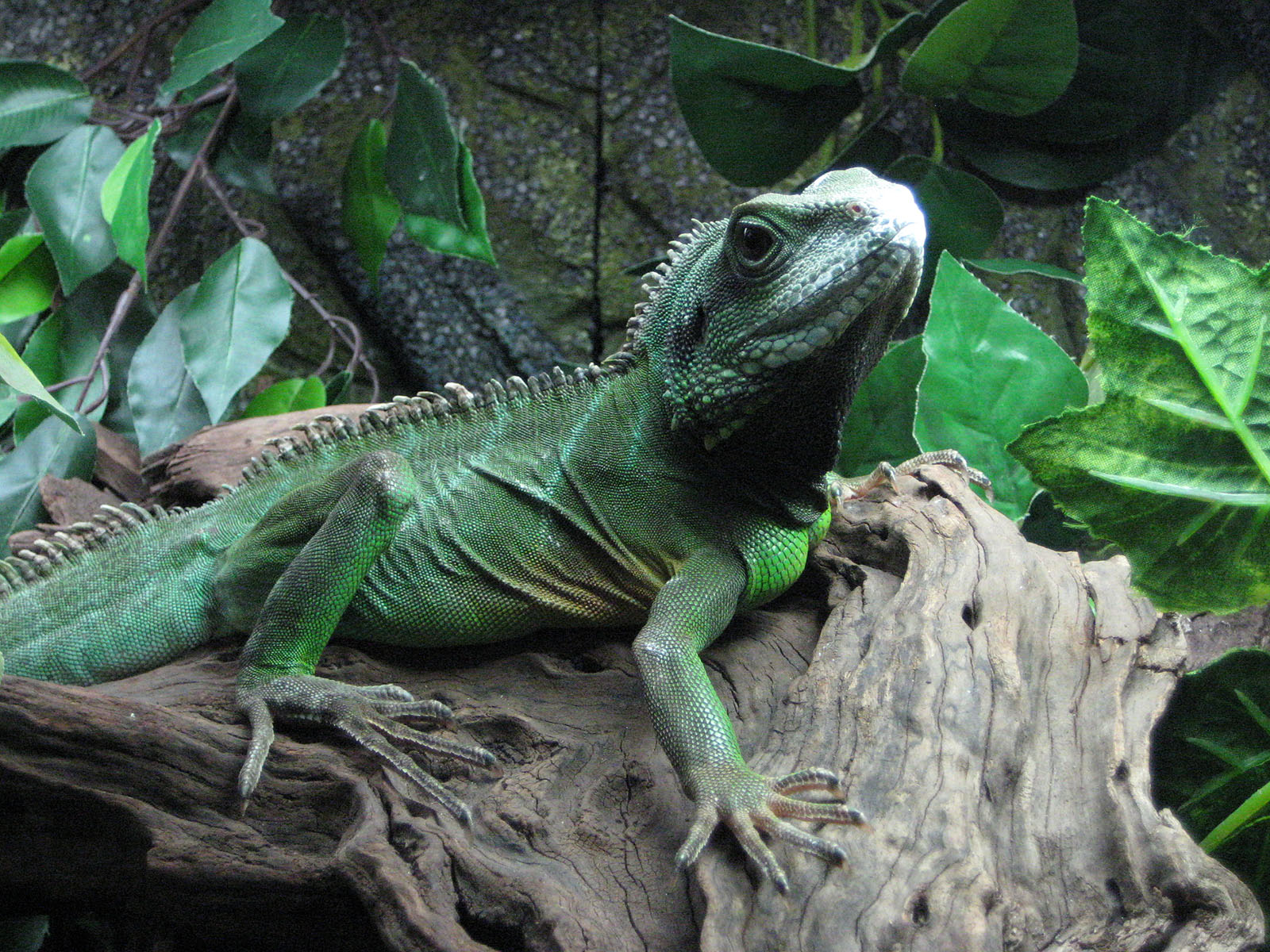
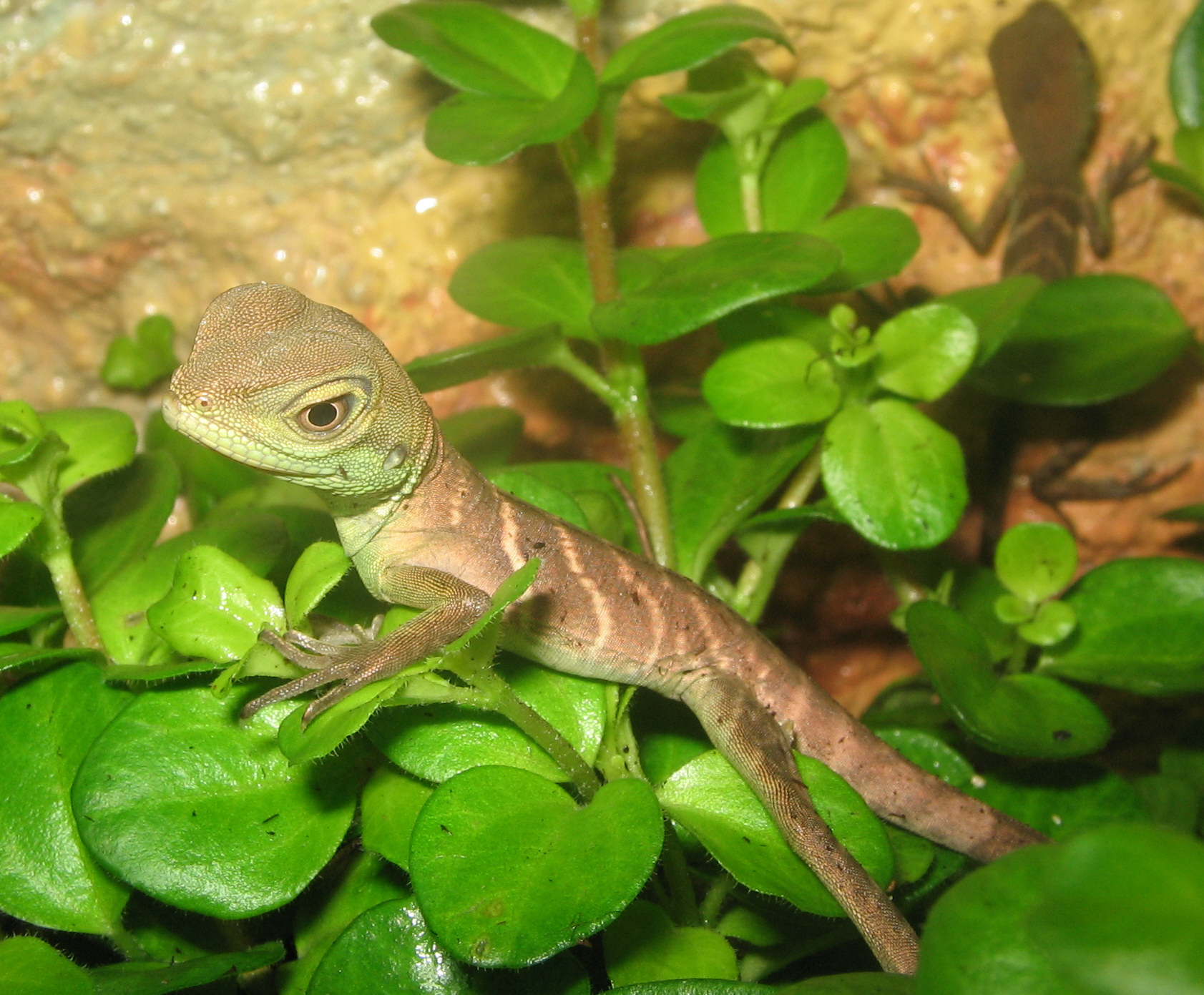
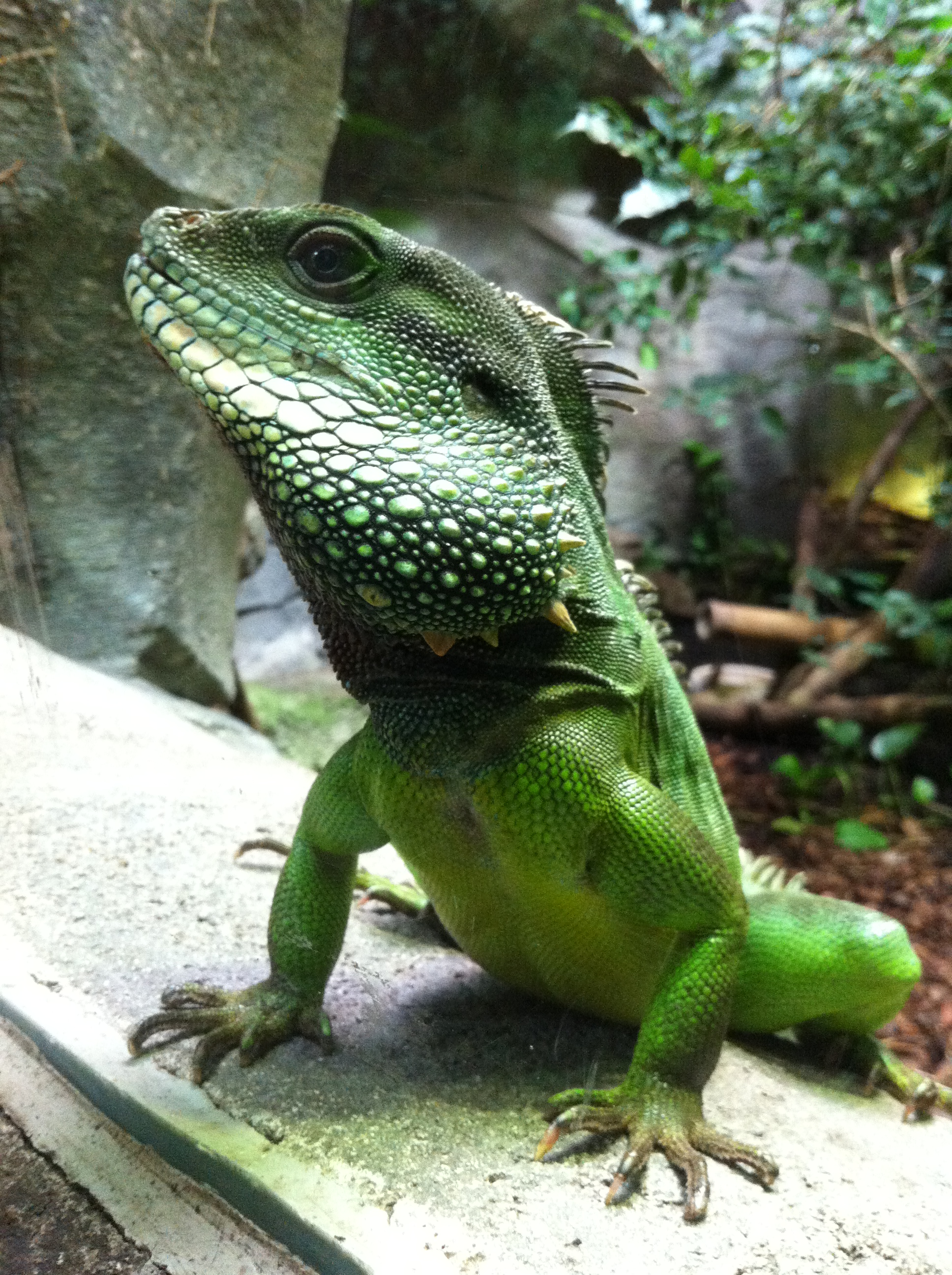
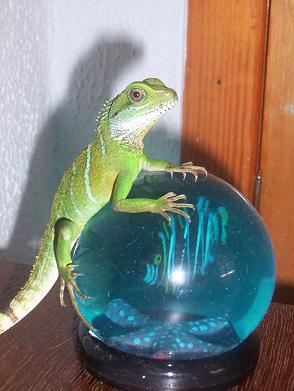

### Môi trường sống
Rồng đất thường được tìm thấy nhiều nhất trong khu rừng kín thường xanh dày đặc dọc theo bờ suối nước ngọt. Chúng sống ở vùng khí hậu ẩm ướt với các mùa ôn hòa: độ ẩm trung bình 40–80% và nhiệt độ dao động từ 80–90 °F (26–32 °C). Sự phụ thuộc của chúng vào các dòng suối trong rừng yên tĩnh cho thấy rằng, mặc dù xuất hiện rộng rãi ở Đông Nam Á, rồng đất là loài bị hạn chế về mặt địa lý. Chúng có thể được tìm thấy ở độ cao khoảng 50 mét và 820 mét, mặc dù mật độ và số lượng của chúng giảm mạnh ở độ cao khoảng 270 mét.